# Taka Katō
Pour les articles homonymes, voir Taka (homonymie).
Taka Katō (加藤鷹, Katō Taka) est un acteur japonais du film pornographique mesurant 1,80 mètre. Taka Katō a été surnommé « L'acteur le plus célèbre du Japon »,.

## Biographie et carrière
Taka Katō est né le 1er mai 1959 à Akita, préfecture d'Akita, Japon. Après avoir obtenu un diplôme d'études secondaires, il émigre à Tokyo où il exerce la profession de photographe et d'acteur du film pornographique.
Il revendique officiellement avoir tourné 5 000 à 5 300 vidéos jusqu'en 2005. Aux 8e Tokyo Sports Film Awards (1991-1999) il gagne le AV Leading Actor Award (Prix du Meilleur Acteur de la Vidéo Pornographique) pour les prestations qu'il a effectuées au cours de l'année 1997. En raison de son habileté à induire un shiofuki avec ses doigts, l'acteur a été surnommé « Goldfinger » dans le monde de l'industrie du film pornographique. Sa réputation à obtenir un orgasme de sa partenaire a trouvé une application commerciale un godemiché appelé « la main de Taka » moulé sur la main talentueuse de Katō. En 2007, il a été dit que Katō souffrait d'une baisse de sa libido et que, de ce fait, son travail dans la vidéo pornographique en a souffert. L'acteur a qualifié ces dires de « méchants commérages » tout en admettant qu'il ne réalisait plus les performances de ses 20 ans.
Katō fait ses débuts de réalisateur avec Superstar Loves Lolita (スーパースターはロリが好き), Yuu Aine étant l'actrice principale. Le film est mis sur le marché le 19 septembre 2007 par les studios Dogma. Cette vidéo, pour laquelle Katō est également acteur, est présentée lors des 3e D-1 Climax (Dogma D-1 Climax Awards (2007)), concours interne à la société Dogma et initié pour les réalisateurs de cette firme. Le film se classe huitième parmi les 14 concurrents.
En 2008, Katō rejoint TOHJIRO, le directeur général et fondateur des studios Dogma à l'occasion des festivités liées au 10e anniversaire de Lessons in Secret Technique, une vidéo axée sur le shiofuki. De cette nouvelle collaboration naît 10 Year Special Lessons In Secret Technique Men’s Bible Vol. 1 (あれから10年 秘技伝授 男のバイブル[完全潮吹き入門] Vol.1), une vidéo mise sur le marché le 19 juin 2008. Katō y fait une démonstration de sa technique sur un vagin en plastique transparent. Les élèves qu'il a enseigné chez Dogma ont un succès limité en appliquant sa façon de faire sur les actrices Hotaru Akane, Ryo Akanishi, Marin Izumi, Yuu Tsuyuno and Mayura Hoshitsuki. Akanishi gagne le Prix Spécial lors de sa démonstration de sexe avec Katō. Lors de la seconde vidéo, 10 Year Special - Lessons In Secret Technique - Men’s Bible Vol. 2 (あれから10年 秘技伝授 男のバイブル Vol.2), traitant du même sujet et parue le 19 juillet 2008, Katō se sert d'un vibromasseur sexuel. Cette fois, ses élèves et acteurs appliquent ses leçons avec succès sur Marin Izumi, Yuu Tsuyuno, Ryou Natsume, Mayura Hoshitsuki, and Akane Mochida.
Katō a également tenu un certain nombre de rôles dans le V-cinema et a fait quelques apparitions dans des émissions télévisées. Il a été recruté comme expert en techniques sexuelles pour des tournages et a publié un certain nombre de livres sur ce sujet. Enfin, il fait partie d'un orchestre dans lequel son rôle consiste à murmurer des mots d'amour lors de l'enregistrement du CD Lovers Classic en 2006.
Au mois de Février 2005, Katō met à profit son expérience en matière de pornographie, en tant qu'un des 5 membres du jury, lors du premier Adult Broadcasting Awards, prix qui récompensent les meilleurs programmes de vidéo pornographique diffusés par satellite sur les chaînes à péage de SKY PerfectTV. Katō est invité à participer à un programme de variétés télévisées, "Corner Kick" (コーナーキック), sur le site Internet GayO. Seize des 60 minutes du programme de variétés étaient réalisées en 2007. L'actrice de la vidéo pornographique
Hitomi Hasegawa est une invitée permanente de l'émission. À ses côtés ont comparu diverses autres actrices comme Nao Oikawa, Kurumi Morishita et Ryuzi Yamamoto, tous faisant partie de l'industrie du cinéma pornographique japonais.

## Sources
- Connell, Ryann « Japan's biggest male porno star finds his career going flaccid », Mainichi Shimbun, 28 mai 2007 (consulté le 1er janvier 2009) (en);
- « Taka Katô », IMDb (consulté le 26 octobre 2008) (en);
- « T加藤鷹 ゴールドフィンガー53 (Kato Taka - Goldfinger) », YouTube (consulté le 26 octobre 2008) (ja);
- « Official Website », www.katotaka.com (consulté le 26 octobre 2008) (ja);
- « Movies with Taka Katou », www.sazuma.com (consulté le 26 octobre 2008) (en).